# Franz Nono Schreiner
Franz Nono Schreiner (* 17. Januar 1948 in Voitsberg/Steiermark) ist ein österreichischer Komponist und Schriftsteller.

## Leben
Franz Nono Schreiner maturierte im Jahr 1966 an der BEA Liebenau in Graz (heute HIB Liebenau).
In den Jahren von 1969 bis 1971 absolvierte er ein Kapellmeisterstudium bei Hans Swarowsky an der Universität für Musik und darstellende Kunst Wien und von 1971 bis 1973 bei Max Heider an der Universität für Musik und darstellende Kunst Graz. Das Diplom hierzu legte er im Jahr 1973 ebenda ab. Das anschließende Kompositionsstudium bei Iván Eröd beendete er mit Diplom im Jahr 1976 ebenda. Der akademische Grad Mag. art. wurde ihm im Jahr 1990 verliehen.
Von 1972 bis 1977 war Schreiner an der Musikschule Kindberg und an der Franz-Schubert-Musikschule der Stadt Fürstenfeld als Klavierlehrer tätig. Parallel dazu leitete er im Jahr 1973 das Weststeirische Kammerorchester. An der Universität für Musik und darstellende Kunst Graz erhielt er in den Jahren von 1986 bis 1994 einen Lehrauftrag. Ab dem Jahr 1994 war er Geschäftsführer der Arbeitsgemeinschaft Steirischer Singkreise und Vorstandsmitglied des Steirischen Tonkünstlerbundes. Zudem leitete er die Steirische Singwoche Leoben und den Singkreis Ligist.
Seit seiner Pensionierung ist Franz Nono Schreiner als freischaffender Künstler tätig.

## Auszeichnungen
- 1981: Kunstpreis der Stadt Hartberg[3]
- 2001: Ernennung zum Professor durch den Bundespräsidenten der Republik Österreich[2]

## Werke (Auswahl)

### Ensemblemusik
- Orpheus. Euridike. Hermes. – Solokantate für Bariton, Flöte, Oboe, Englischhorn, Fagott, Harfe, Celesta und Kontrabass (1976)[4]
- Christi Höllenfahrt – Solokantate für Tenor-Solo, Flöte, Oboe und Orgel (1977)[4]
- Trio in A-Dur. Klaviertrio – für Klavier, Violine und Violoncello (1979)[4]
- Heimkehr – Opus triforme für Violine, Violoncello und Klavier (1981)[4]
- Mineralogische Skizzen – Klaviertrio (1981)[4]
- Phantasie in F – Trio für Flöte, Klavier und Violoncello (1991)[4]
- Phantasie in Es – Quintett für Oboe, Klarinette, Fagott, Horn und Klavier (1995)[4]
- Kinder von Bethlehem – Oratorium für Sopran, Kinderchor und Streicher (2004)[4]
- Es ist ein Ros entsprungen – für Streichorchester (2005)[4]
- Maria auf dem Berge – für Streichorchester (2005)[4]
- Zehn kleine geistliche Arien zur Fastenzeit – Quartett für Blockflöte, Orgel, Violine und Violoncello mit Solostimme Sopran nach Texten aus der Bibel (2009)[4]
- Toccata und Fuge – für Kammerorchester (2009)[4]
- Tann Carlos – für Kammerorchester (2009)[4]
- Musikalischer Bauernschmaus in fünf Gängen – Duo (2014)[4]

### Vokalmusik
- Sechs Walcher-Lieder – für vierstimmigen gemischten Chor nach Texten von Eduard Walcher (1979)[4]
- Göldscheissa – für vierstimmigen gemischten Chor (1979)[4]
- Konzertl in G-Dur bis C-Dur – für Chor und Kammerorchester (1980)[4]
- Einer nur ist unser Meister – für vierstimmigen gemischten Chor (1981)[4]
- Vor die Zeit nöit aus öis – für vierstimmigen gemischten Chor (1982)[4]
- Die Hochzeit zu Kanaa – Oratorium für Sopran, Bariton, Sprecher, Chor und Orchester (1984)[4]
- Die Finsternis ist im Schwinden – Motette für vierstimmigen gemischten Chor (1985)[4]
- Musik für den Gründonnerstag – für Chor, Solostimme Sopran und Streicher (1985)[4]
- Te Deum – für chor, Solostimme Tenor und Orchester (1985)[4]
- Musik – unsere Hoffnung – für vierstimmigen gemischten Chor (1985)[4]
- Viva la musica – für vierstimmigen gemischten Chor (1986)[4]
- Deutsche Messe in D – für vierstimmigen gemischten Chor (1986)[4]
- Passacaglia bestiale – für vierstimmigen gemischten Chor (1987)[4]
- Kunze-Lieder – Drei Bildhauer-Etüden für vierstimmigen gemischten Chor nach Texten von Rainer Kunze (1991)[4]
- Das Volk in der Finsternis – für vierstimmigen gemischten Chor (1991)[4]
- Wie Libellen im Zwielicht – für vierstimmigen gemischten Chor (1991)[4]
- Suachst a Liacht in da Finsta – drei- und vierstimmigen gemischten Chor (1991)[4]
- Drei Haikus – für vierstimmigen gemischten Chor (1995)[4]
- Missa da requiem – für gemischten Chor (1997)[4]
- Wildschützlied – Volksliedbearbeitung für vierstimmigen gemischten Chor (1998)[4]
- Das scheanste Bleamerl – Volksliedbearbeitung für vierstimmigen gemischten Chor (1998)[4]
- Kleine Messe zur Weihnacht – für vierstimmigen gemischten Chor (2000)[4]
- Ulme und Heckenrose – für vierstimmigen gemischten Chor (2000)[4]
- Christhaliobnd – für vierstimmigen gemischten Chor (2000)[4]
- Tief aus der Stille – für vierstimmigen gemischten Chor (2003)[4]
- Ave Maria – für Doppelchor und Orgel solo (2003)[4]
- Krippenlied – für vierstimmigen gemischten Chor (2004)[4]
- Lafts glei all her zan Stall – für vierstimmigen gemischten Chor (2004)[4]
- Vom Himmel tanzt der Schnea – für vierstimmigen gemischten Chor (2005)[4]
- So stad is im Wald – für vierstimmigen gemischten Chor (2005)[4]
- Wann wird das Christkindl wuhl kemman – für vierstimmigen gemischten Chor (2006)[4]
- Der Jahreskreis – für vierstimmigen gemischten Chor (2008)[4]
- Ein anderes – für vierstimmigen gemischten Chor (2008)[4]
- Gaudete in Domino semper – für Chor und Kammerorchester (2010)[4]
- Deutsche Psalmen Messe – 10 Lieder für die Messfeier für vierstimmigen gemischten Chor (2013)[4]
- Ave Maria – für gemischten Chor (2014)[4]

### Solomusik
- Fanfare für Trompete in B (1980)[4]
- Ich würde sterben – Lied für Sopran und Klavier (1982)[4]
- Stück für Flöte solo (1982)[4]
- Die Homöopathische Hausapotheke – Solo für Klavier (1986)[4]
- Ciacona für Violoncello solo (1989)[4]
- Suitella in d-moll – für Klavier solo (1991)[4]
- Der Märchenerzähler – Solo für Klavier und Solostimme Bariton (1991)[4]